# Августа-Раурика

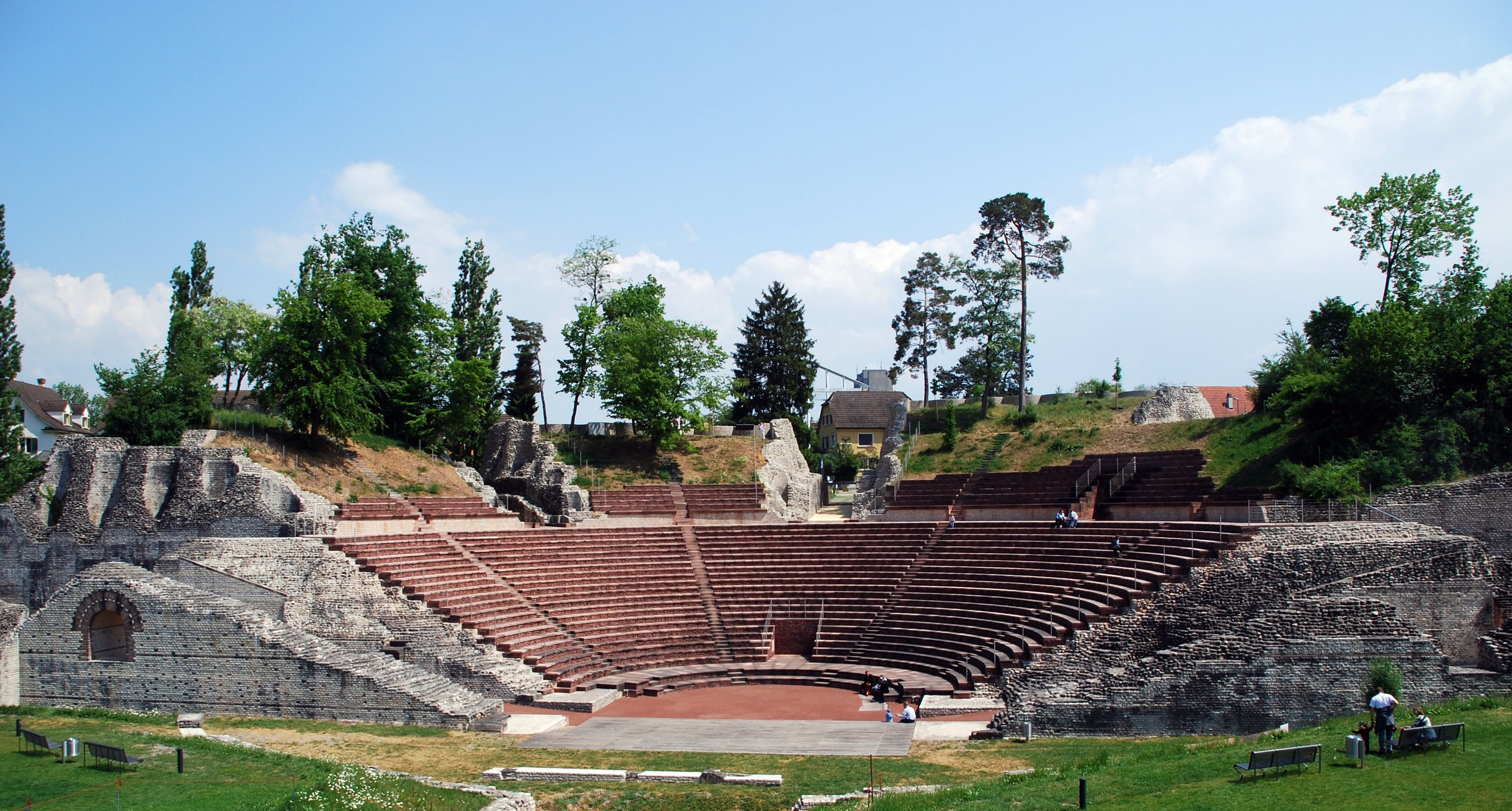
Римский театр в Аугуста Раурика

Аугуста Раурика (лат. Augusta Raurica или Colonia Augusta Rauracorum) — древнеримский город, а ныне археологический музей под открытым небом в Швейцарии. Он расположен примерно в 20 км к востоку от Базеля вблизи деревень Аугст и Кайзераугст, это старейшая из известных римских колоний на Рейне.
Аугуста Раурика была основана около 44 года до н. э. Луцием Мунацием Планком на территории галльского племени рауриков, относящихся к гельветам. В первые века нашей эры это было процветающие поселение, в свои славные времена являвшееся центром римской провинции. Возможно, в нём жили 20 тысяч человек. Алеманские племена разрушили город примерно в 260 году н. э.
В Средние века многие камни старых построек были вновь использованы. В результате археологических раскопок были найдены храмы, таверны, общественные здания, форум, бани, комплекс римского театра, крупнейшего из расположенных к северу от Альп, вместимостью 10000 мест.
Римский музей содержит важные археологические находки и рассказывает об истории римского города. Вдобавок к музею, в комплексе есть дополнительные выставочные зоны и более 20 достопримечательностей. Самая важная экспозиция — сокровищница серебра Кайзераугста. Это место популярно среди туристов.